# جوزفین هاچینسون
جوزفین هاچینسون (انگلیسی: Josephine Hutchinson; ۱۲ اکتبر ۱۹۰۳ – ۴ ژوئن ۱۹۹۸) یک هنرپیشه اهل ایالات متحده آمریکا بود.
از فیلم‌ها یا برنامه‌های تلویزیونی که وی در آن نقش داشته‌است می‌توان به شمال از شمال غربی و پسر فرانکشتاین اشاره کرد.